# Diplodontopus rubromarginatus
Diplodontopus rubromarginatus är en insektsart som först beskrevs av Wilhem de Haan 1842.  Diplodontopus rubromarginatus ingår i släktet Diplodontopus och familjen vårtbitare. Inga underarter finns listade i Catalogue of Life.